# Briny Breezes
Briny Breezes – miasto w Stanach Zjednoczonych, w stanie Floryda, w hrabstwie Palm Beach.